# Rivière de la Fourche
Pour les articles homonymes, voir Fourche (homonymie).
La rivière de la Fourche traverse la municipalité de Saint-Philémon (MRC Les Etchemins), ainsi que Notre-Dame-Auxiliatrice-de-Buckland et Armagh, dans la municipalité régionale de comté (MRC) de Bellechasse, dans la région administrative de Chaudière-Appalaches, au Québec, au Canada.
La rivière de la Fourche est un affluent de la rive sud de la rivière du Sud laquelle coule vers le nord-ouest, puis le nord-est jusqu'à la rive sud du fleuve Saint-Laurent.

## Géographie
Les principaux bassins versants voisins de la rivière de la Fourche sont :
- côté nord : rivière du Sud ;
- côté est : ruisseau Beaudoin, ruisseau de la Grillade, rivière du Pin ;
- côté sud : ruisseau du Milieu, rivière à Bœuf ;
- côté ouest : ruisseau du Sud, rivière des Orignaux, rivière des Mornes, ruisseau Belles Amours.

La rivière de la Fourche prend sa source dans la municipalité de Saint-Philémon de la confluence de la rivière des Mornes, du ruisseau du Milieu et du ruisseau Beaudoin. Cette confluence est située dans le lieu-dit Les Trois-Fourches à 3,1 km au nord-est du sommet de la montagne du Midi, à 3,8 km au sud-est du hameau de Buckland-Est et 4,6 km au nord-ouest du sommet du mont Saint-Magloire.
À partir de sa source, la rivière de la Fourche coule sur 29,1 km, répartis selon les segments suivants :
- 1,9 km vers le nord dans Saint-Philémon, jusqu'à limite de Notre-Dame-Auxiliatrice-de-Buckland ;
- 3,9 km vers le nord-ouest, jusqu'à la confluence du ruisseau de la Grillade ;
- 1,8 km vers le nord-ouest jusqu'à la confluence du cours d'eau du Rang Taché Ouest ;
- 3,6 km vers le sud-ouest jusqu'à une route ;
- 3,5 km vers le nord-ouest jusqu'à la confluence de la rivière des Orignaux ;
- 4,5 km vers le nord-est, jusqu'à la limite municipale de Notre-Dame-Auxiliatrice-de-Buckland et de Armagh ;
- 0,8 km vers le nord, jusqu'à la confluence du ruisseau du Sud (venant de l'ouest) ;
- 9,1 km vers le nord, jusqu'à sa confluence.

La rivière de la Fourche se déverse sur la rive sud de la rivière du Sud dans la municipalité de Armagh. Cette confluence est située à 1,1 km en amont du pont de la route 281.

## Toponymie
Le toponyme rivière de la Fourche a été officialisé le 11 septembre 1987 à la Commission de toponymie du Québec.